# Рауф Бузаєн
Рауф Бузаєн (араб. رؤوف بوزيان, нар. 16 серпня 1970, Сус) — туніський футболіст, що грав на позиції півзахисника.
Виступав, зокрема, за клуб «Дженоа», а також національну збірну Тунісу.

## Клубна кар'єра
У дорослому футболі дебютував 1990 року виступами за команду клубу «Лаваль», в якій провів п'ять сезонів, взявши участь у 130 матчах чемпіонату. 
Згодом з 1995 по 2001 рік грав у складі команд клубів «Шатору» та «Клуб Африкен».
Своєю грою за останню команду привернув увагу представників тренерського штабу клубу «Дженоа», до складу якого приєднався 2001 року. Відіграв за генуезький клуб наступні два сезони своєї ігрової кар'єри. Більшість часу, проведеного у складі «Дженоа», був основним гравцем команди.
Завершив професійну ігрову кар'єру у клубі «Етюаль дю Сахель», за команду якого виступав протягом 2003—2004 років.

## Виступи за збірну
У 1994 року дебютував в офіційних матчах у складі національної збірної Тунісу. Протягом кар'єри у національній команді, яка тривала 9 років, провів у формі головної команди країни 43 матчі, забивши 2 голи.
У складі збірної був учасником Кубка африканських націй 1994 року у Тунісі, Кубка африканських націй 2000 року у Гані та Нігерії, чемпіонату світу 2002 року в Японії і Південній Кореї, Кубка африканських націй 2002 року у Малі.